# 帽状隙蛛
帽状隙蛛（学名：Coelotes galeiformis）为暗蛛科隙蛛属的动物。在中国大陆，分布于湖南等地。该物种的模式产地在湖南桑植县天平山。